# Víctor de Pol
Victor de Pol (Venecia, Italia, 1865 - Buenos Aires, Argentina; 1925) fue un escultor argentino de origen italiano, muy activo en Buenos Aires.

## Datos biográficos
Víctor de Pol, fue alumno de Giulio Monteverde, quien también fuera el mentor de escultores argentinos como Lola Mora y Luigi Trinchero. Emigró a la Argentina a la edad de 22 años y participó en el desarrollo de la ciudad de La Plata, diseñando esculturas de estilo Beaux-Arts para los principales edificios públicos. Por lo menos a juzgar por sus encargos relacionados con el presidente Domingo Faustino Sarmiento, de Pol estuvo socialmente bien relacionado.

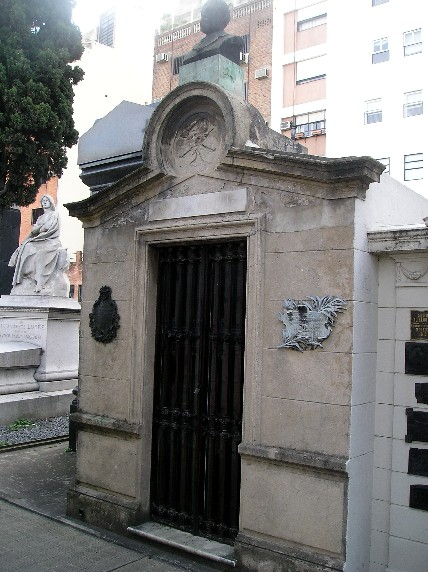
Tumba de Aristóbulo del Valle en el Cementerio de la Recoleta.

En 1890 De Pol regresó a Europa, donde permaneció hasta 1895. De nuevo en la Argentina, a su retorno trajo consigo el trabajo más importante de su carrera, la heroica cuadriga de 8 metros y 20 toneladas que se encuentra en el techo del Congreso de la Nación Argentina, creado hacia 1906.
Sus restos descansan en el famoso Cementerio de La Recoleta.

## Obras

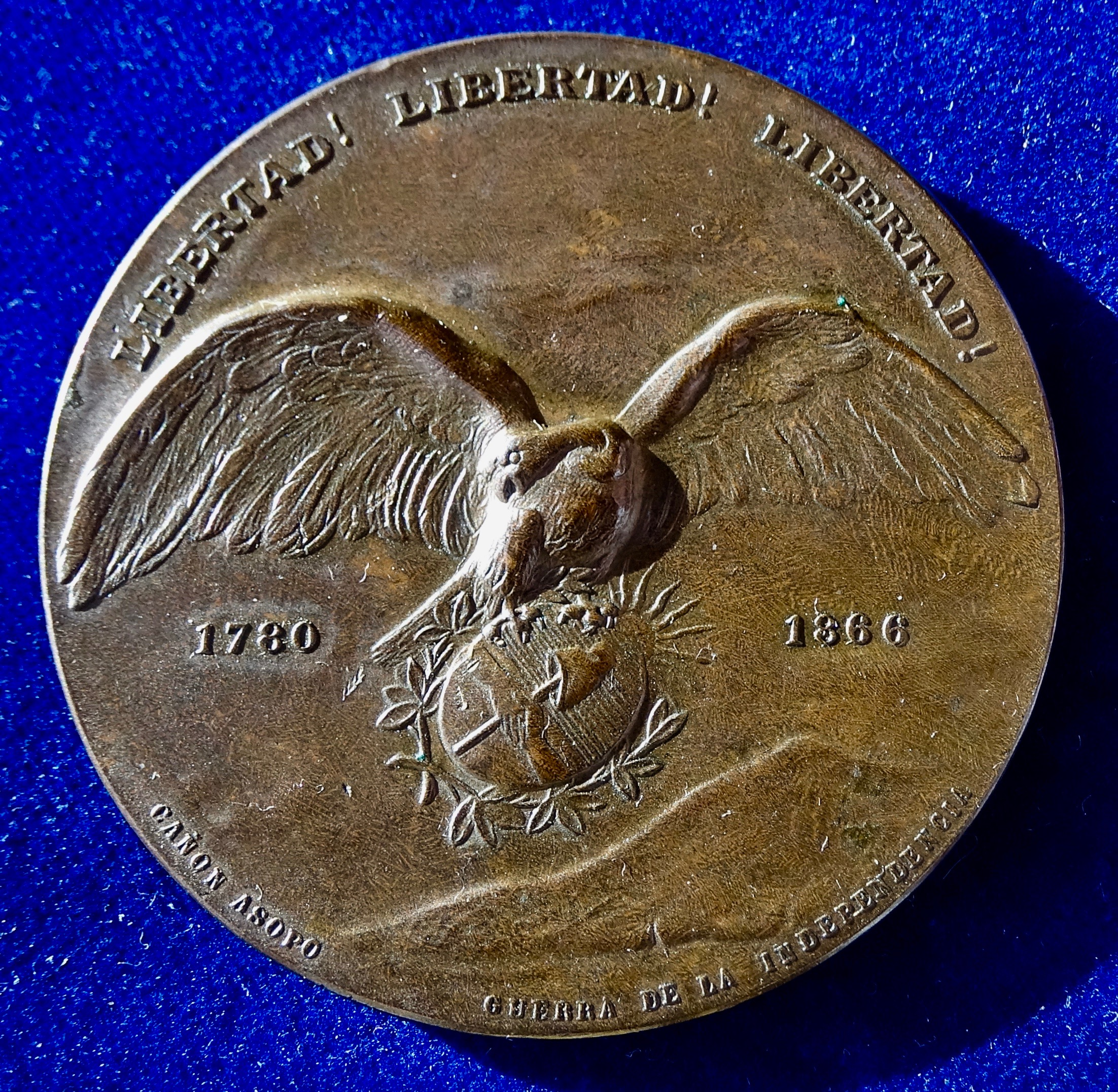
Grabado modernista, medalla conmemorativa repatriacion de los restos del General Juan Gregorio de Las Heras (20 de octubre de 1906). Anverso.

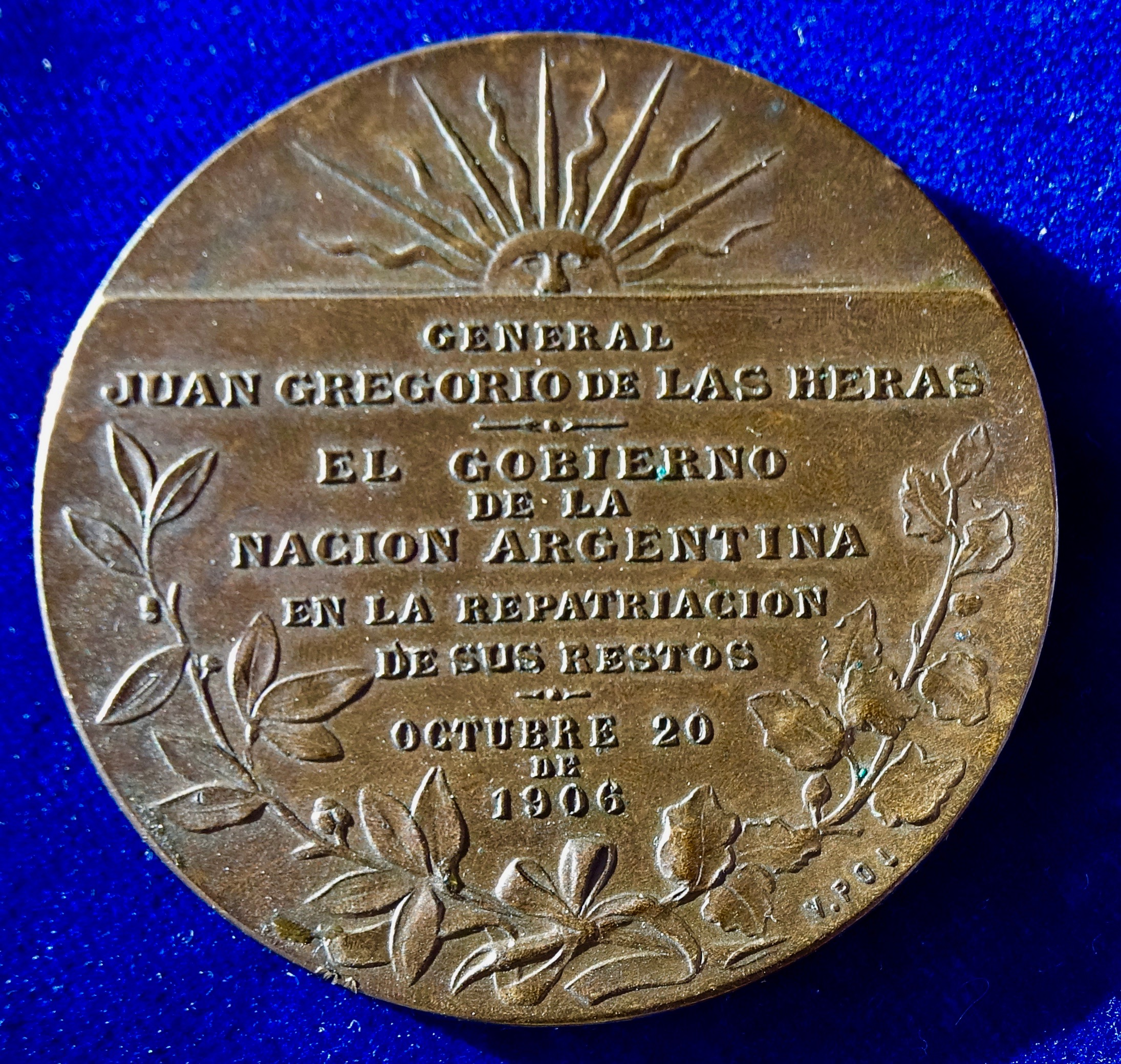
Reverso de la medalla.

- Busto del Presidente Sarmiento, en el Museo Sarmiento, hacia 1887. Victor de Pol fue el único escultor que retrató en vida al presidente.[2]·[3]
- La escultura de un cóndor sobre un pilón en la tumba de Sarmiento, diseñada por el propio Sarmiento, en el Cementerio de La Recoleta , 1888.
- Los doce bustos de científicos de la fachada , y los dos dientes de sable Smilodon, que flanquean la entrada al Museo de La Plata , 1888.
- Busto de Sarmiento, inaugurado en San Francisco del Monte de Oro, provincia de San Luis, el 25 de mayo de 1910.[4]

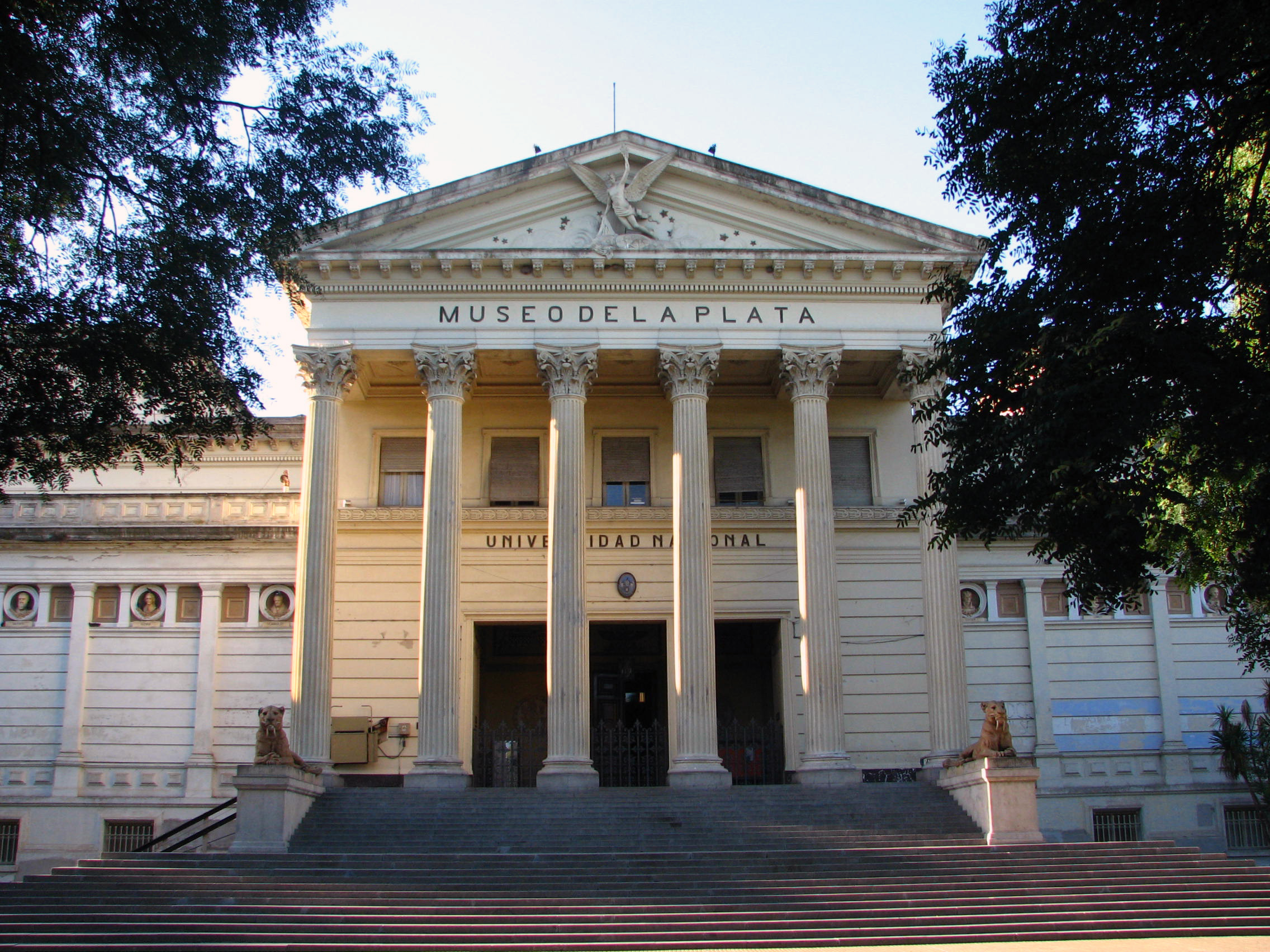
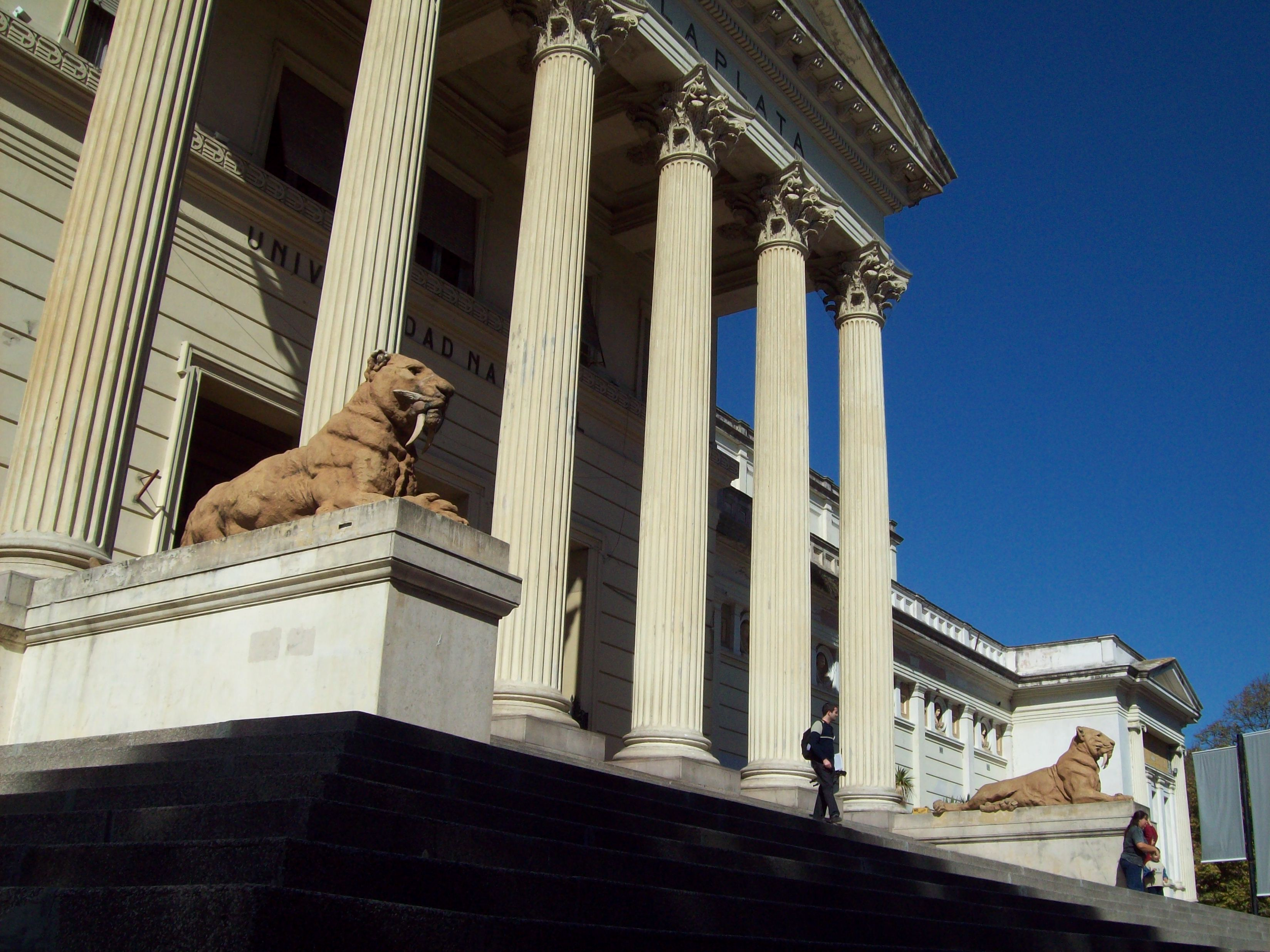
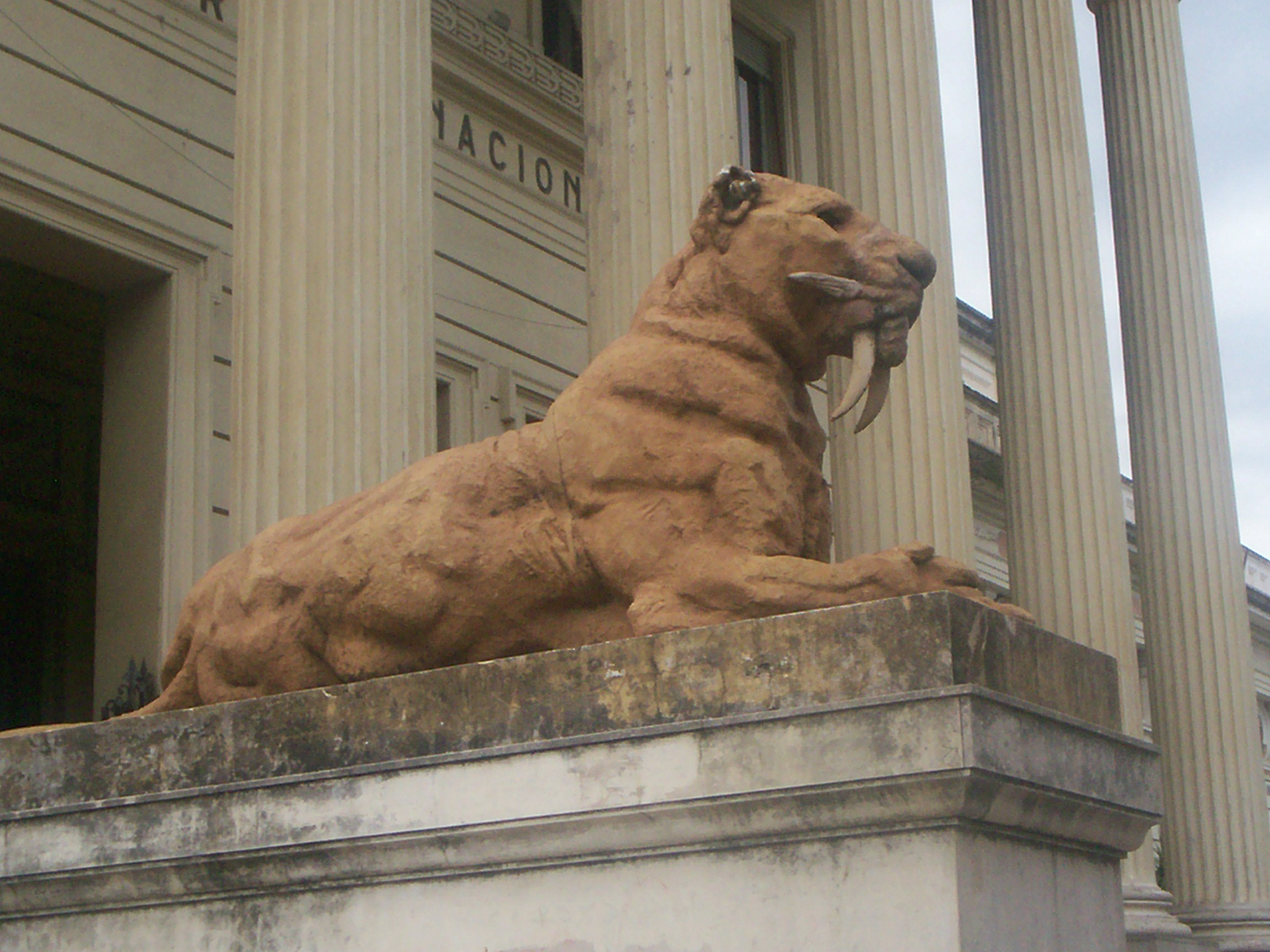
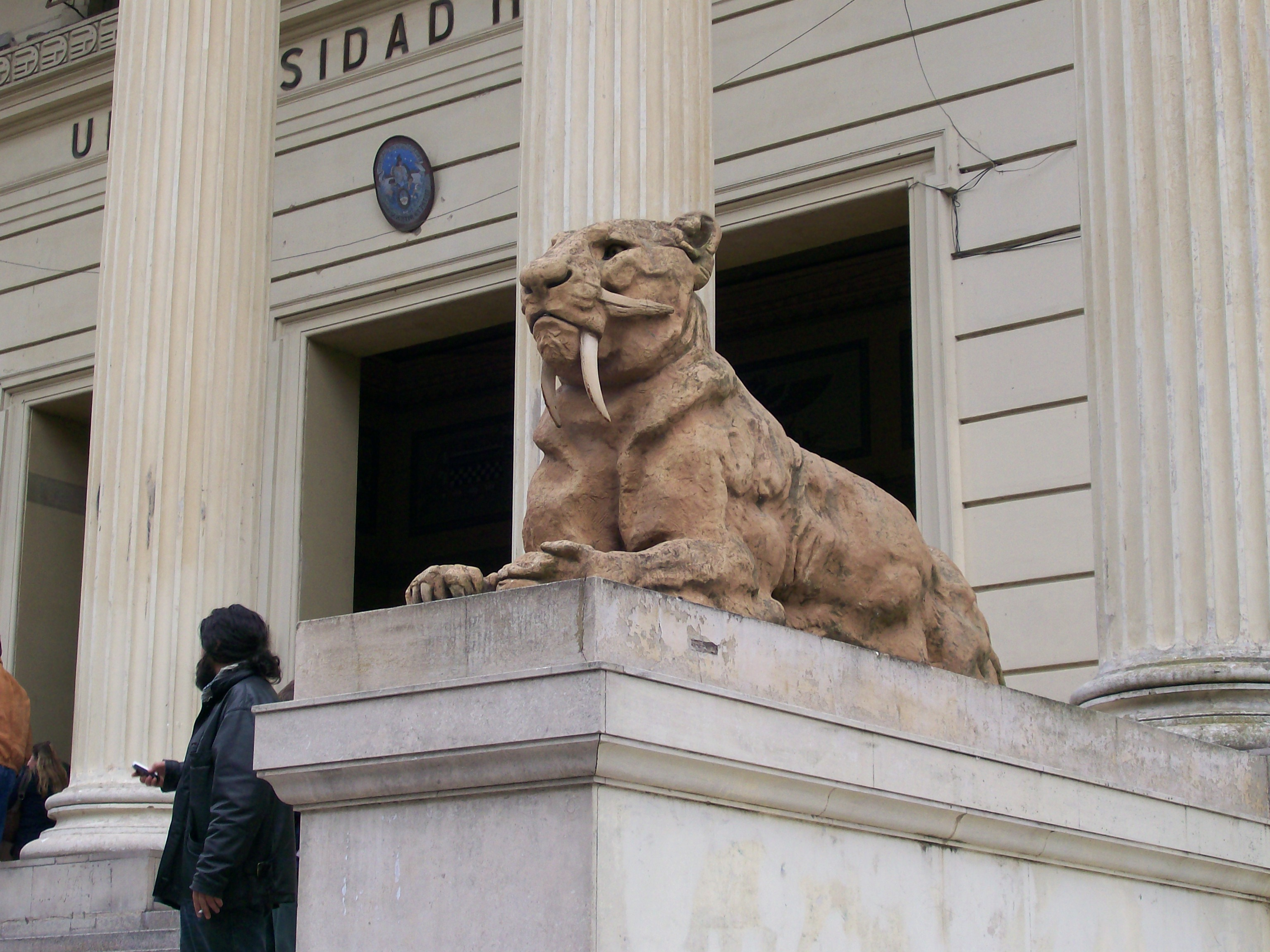

 Pulsar sobre la imagen para ampliar. 

- cuadriga en el Congreso Nacional de Argentina, de bronce, hacia 1906
- tumba de Monseñor León Federico Aneiros, Arzobispo de Buenos Aires, en el interior de la Catedral Metropolitana de Buenos Aires
- Monumento a Antonino Aberastain , en la plaza del mismo nombre en Ciudad de San Juan[3]
- Alegoría de la educación en memoria del presidente Sarmiento, instalada en 1901 en la Plaza 25 de Mayo de la Ciudad de San Juan.[3]

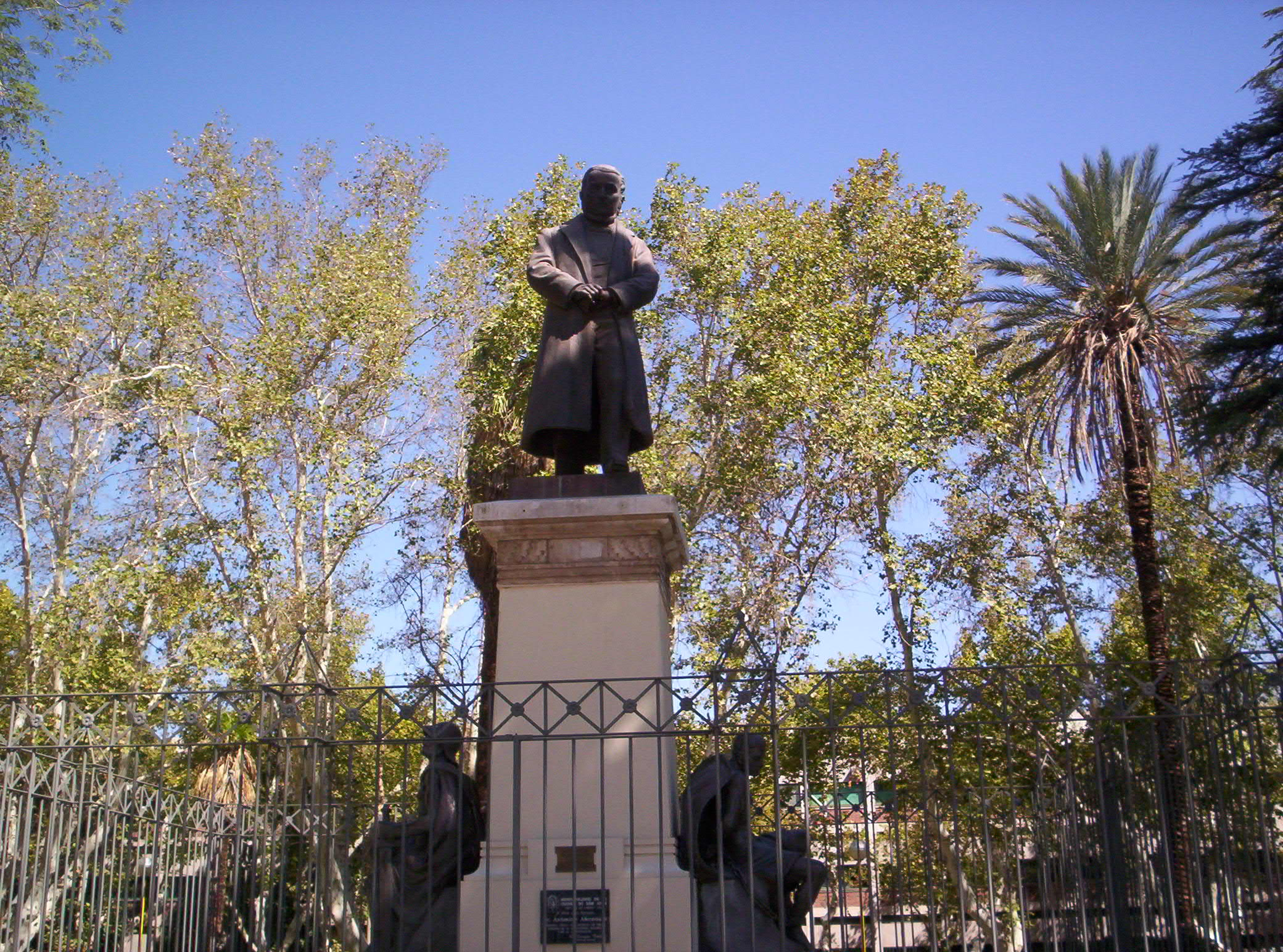
Monumento a Antonino Aberastain
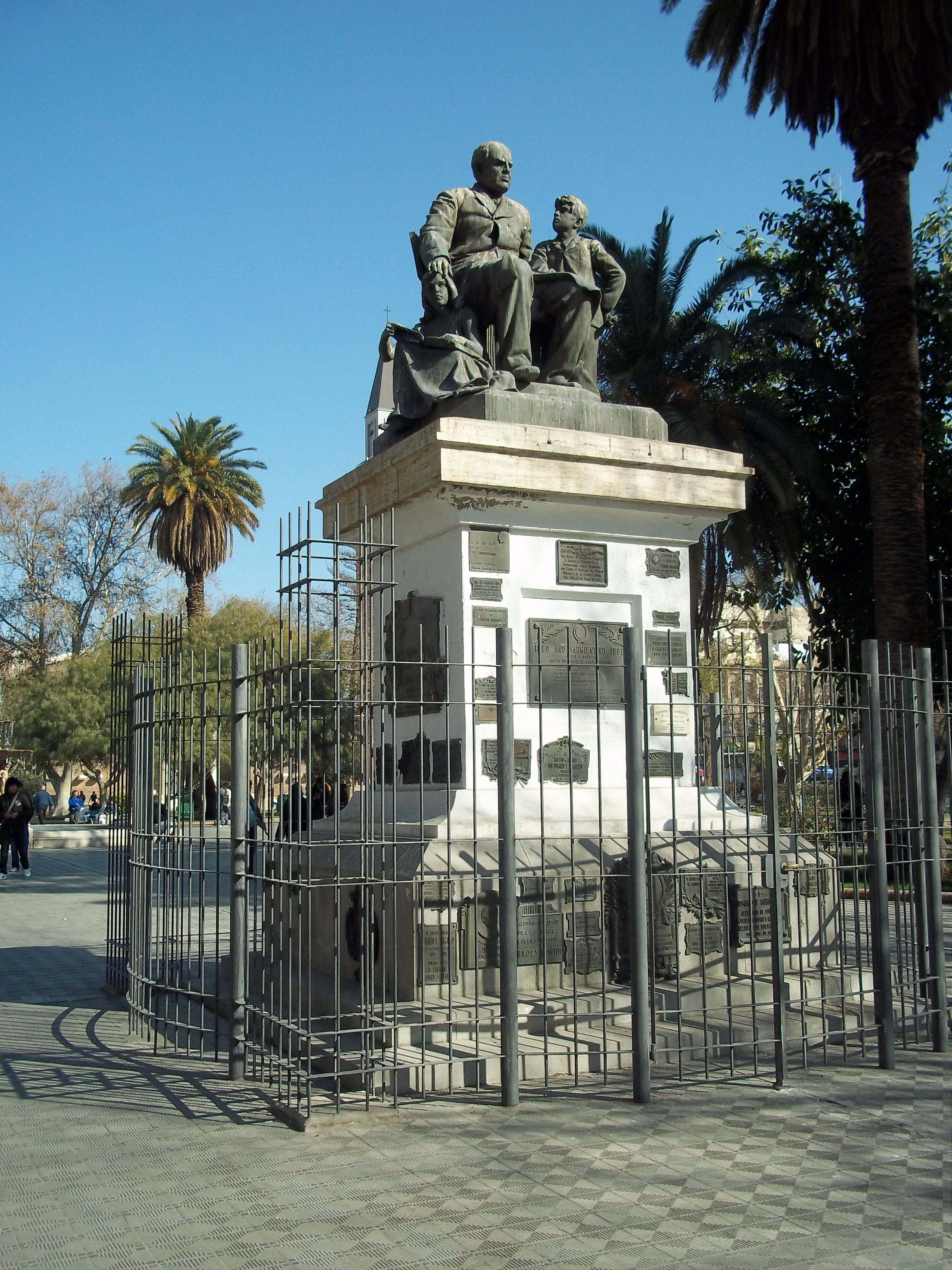
Alegoría de la educación
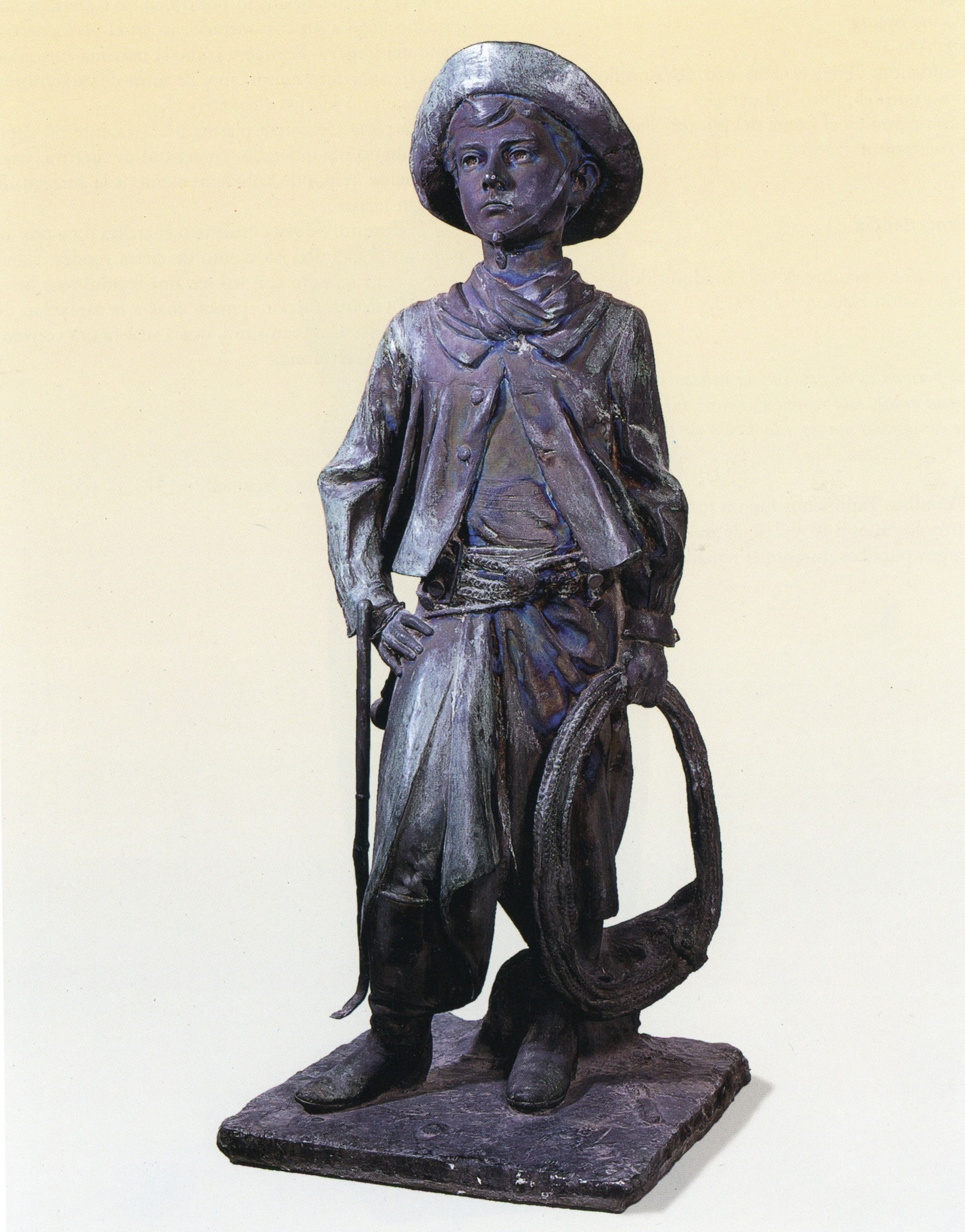
Niño Máximo Paz